# Zhonglou
För andra betydelser, se Zhonglou (olika betydelser).
Zhonglou är ett stadsdistrikt och säte för stadsfullmäktige i Changzhous stad på prefekturnivå i Jiangsu-provinsen i östra Kina. Det ligger omkring 110 kilometer öster om provinshuvudstaden Nanjing. 
1. ↑  http://www.geohive.com/cntry/cn-32.aspx